# Salles-Adour
Salles-Adour település Franciaországban, Hautes-Pyrénées megyében. Lakosainak száma 568 fő (2022. január 1.). Salles-Adour Soues, Allier, Barbazan-Debat, Bernac-Debat, Horgues és Momères községekkel határos.

## Népesség
A település népessége az elmúlt években az alábbi módon változott:
| Lakosok száma | 524  | 565  | 589  | 594  | 588  | 581  | 573  | 569  | 568  |
|               | 2013 | 2015 | 2016 | 2017 | 2018 | 2019 | 2020 | 2021 | 2022 |